# Золотково (Тверская область)
Золотково — деревня в Кесовогорском районе Тверской области, входит в состав Кесовского сельского поселения.

## География
Деревня находится в 15 км на север от райцентра посёлка Кесова Гора. На безымянном притоке речки Ильма.

## История
В 1818 году в селе была построена каменная Казанская церковь с 3 престолами, метрические книги с 1780 года. 
В конце XIX — начале XX века село входило в состав Васьянской волости Кашинского уезда Тверской губернии. 
С 1929 года деревня являлась центром Золотковского сельсовета Кесовогорского района Бежецкого округа Московской области, с 1935 года — в составе Калининской области, с 1994 года — в составе Кесовского  сельского округа, с 2005 года — в составе Кесовского сельского поселения.

## Население
| 1859 | 1889 | 2002 | 2010 |
| ---- | ---- | ---- | ---- |
| 86   | ↘66  | ↘3   | ↘0   |